# Dunganische Moschee (Karakol)
Die dunganische Moschee Karakol ist eine Moschee in Kirgisistan.

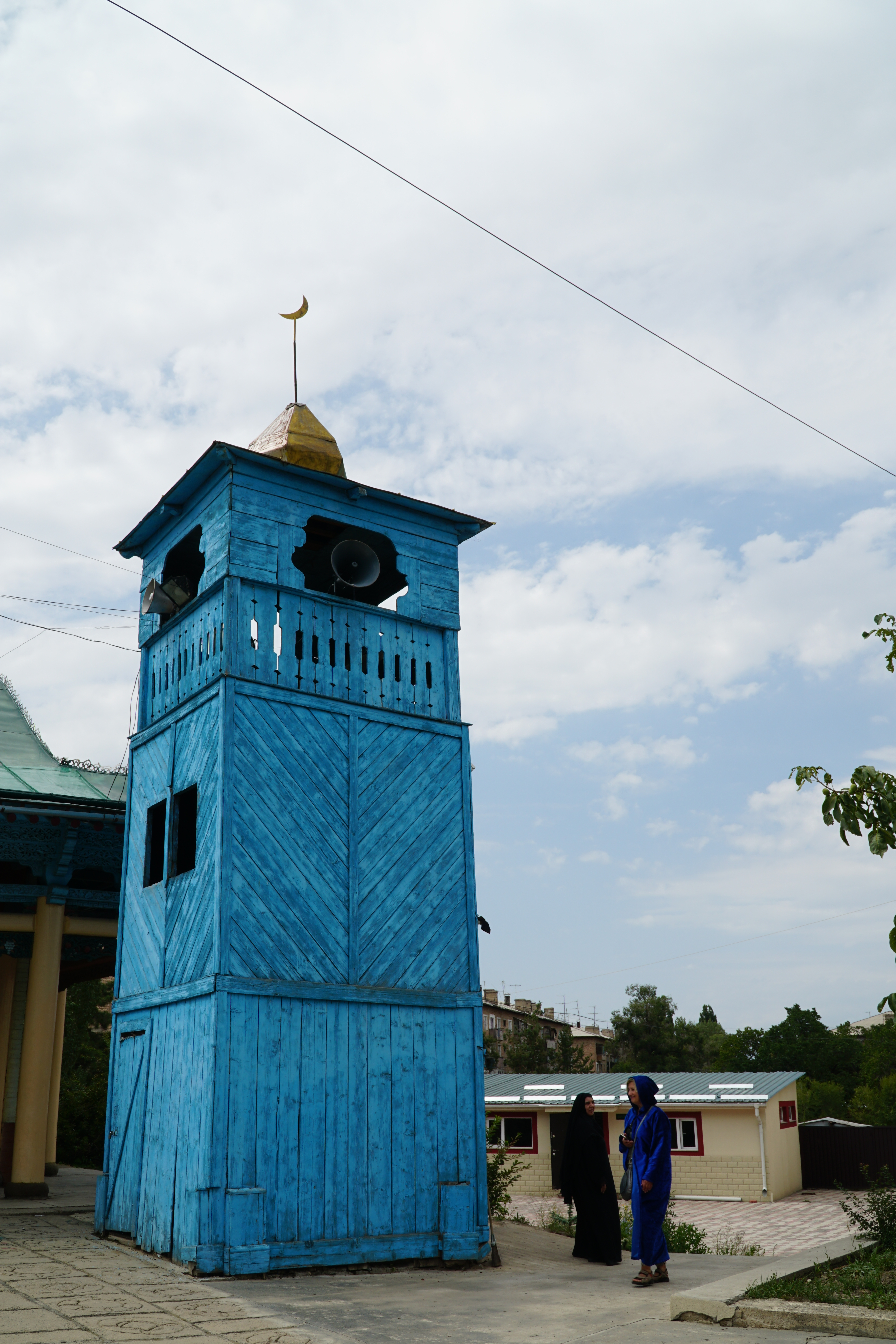
Blaues Minarett

## Geschichte

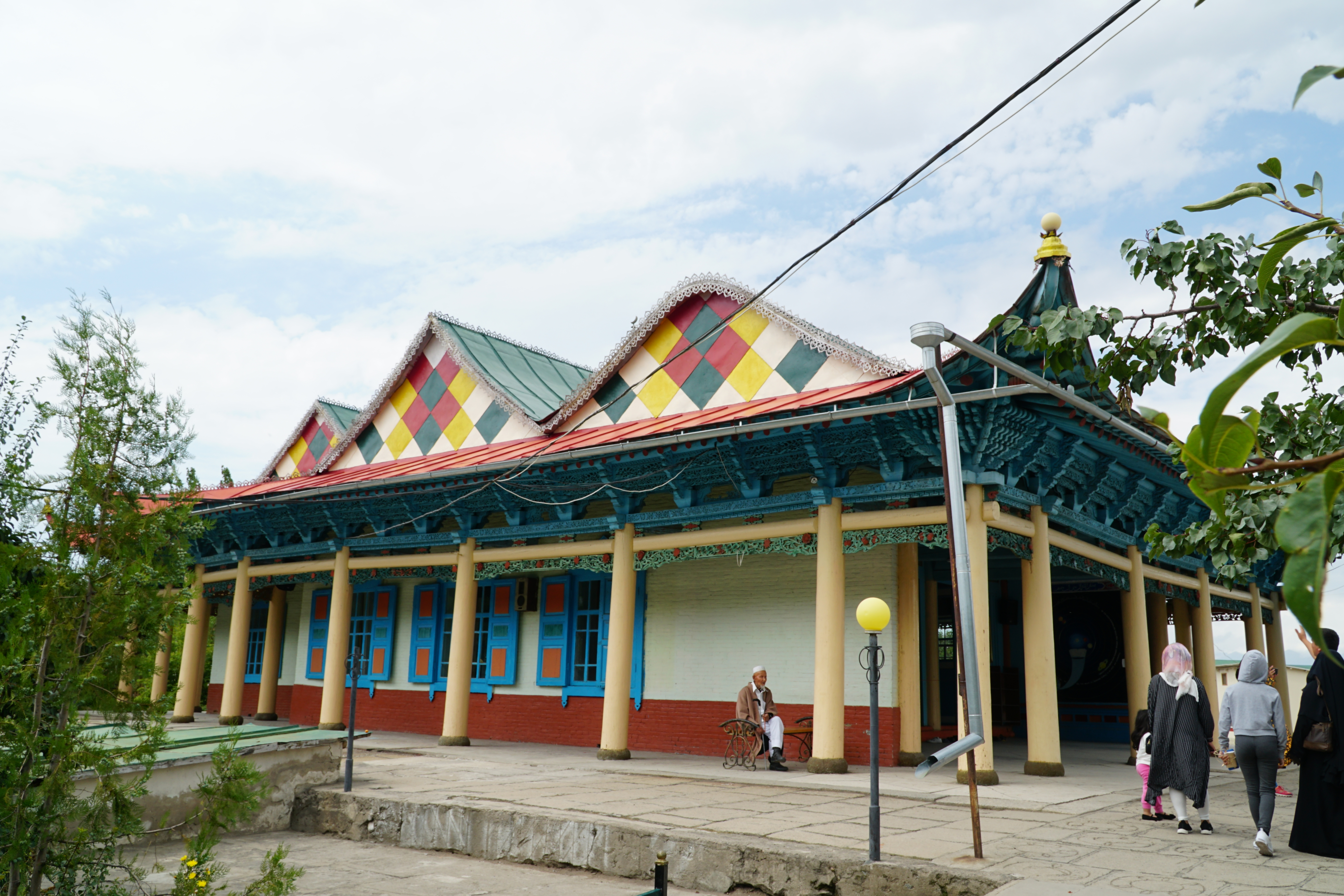
Ansicht der Moschee

Karakol liegt unweit der chinesischen Grenze. Im 19. Jahrhundert wurde Karakol als russische Kolonialstadt gegründet und war zu der Zeit ethnisch russisch. Um 1880 flohen Dunganen aus China nach Karakol. Ein Gotteshaus bekamen die muslimischen Dunganen lange Zeit nicht, bis chinesische Kunsthandwerker nach Plänen eines chinesischen Architekten zwischen 1907 und 1910 die Moschee errichteten. Heute wird das Gebäude für die lokale dunganische Gemeinschaft genutzt.

## Gebäude
Angeblich soll beim Bau der Moschee kein einziger Nagel verwendet worden sein. Das Gebäude ist in einem traditionellen chinesischen Stil gehalten. Das Dach gilt als besonders markant. Das Minarett ist ein baulich nicht mit der Moschee verbundener blau gestrichener Turm neben der Moschee. Das Dach wird vom Gebäude und von 42 Säulen, die die Räumlichkeiten umrunden, gestützt. Das Gebäude ist denkmalgeschützt.